# Scott Pilgrim vs. The World: The Game
Scott Pilgrim vs. The World: The Game ist ein vom kanadischen Entwicklerstudio Ubisoft Montreal für die PlayStation 3 und Xbox 360 entwickeltes Beat ’em up. Der Herausgeber ist Ubisoft. Am 14. Januar 2021 erschien eine verbesserte Version als Scott Pilgrim vs. The World: The Game – Complete Edition.

## Spielprinzip
Im Spiel sind Scott Pilgrim, Ramona Flowers, Kim Pine oder Stephen Stills (zusammen mit dem freischaltbaren Charakter NegaScott und den herunterladbaren DLC-Charakteren Knives Chau und Wallace Wells) steuerbar. Das Spiel besteht aus sieben Levels. Ziel des Spiels ist die sieben bösen Ex-Freunde von Ramona zu besiegen. Die Charaktere haben ihre eigenen individuellen Movesets, die durch das Sammeln von genügend Erfahrungspunkte erweitert werden können. Jeder Spieler hat Heart Points und Guts Points, von denen letztere Spieler wiederbeleben können, wenn sie k.o. sind. Das Besiegen von Feinden bringt Münzen ein, die in Geschäften ausgegeben werden können, um Gegenstände zu kaufen, die die Gesundheit auffüllen oder die Statistiken verbessern können. Bestimmte Gegenstände können „to go“ mitgenommen werden, um automatisch verwendet zu werden, wenn der Spieler keine Gesundheit mehr hat. Spieler können auch Subspace-Bereiche betreten, die als Bonusbereiche dienen, in denen zusätzliche Münzen verdient werden können. Während des kooperativen Spiels können die Spieler gefallene Kameraden für etwas Geld wiederbeleben und sich gegenseitig Gesundheit oder Geld geben. Verschiedene Cheat-Codes schalten zusätzliche Features frei, wie einen Soundtest, einen Boss Rush und einen Survival-Horror-Modus.

## Musik
Der Soundtrack für Scott Pilgrim vs. The World: The Game wurde von Anamanaguchi komponiert. Der digitale Soundtrack wurde am 24. August 2010 von ABKCO Records veröffentlicht.

## Rezeption
Laut Metacritic erhielt die PlayStation-3-Version vom Spiel erhielt „positive Kritiken“, während die Xbox-360-Version „gemischte oder durchschnittliche“ Kritiken erhielt. IGN lobte den Stil und den Soundtrack des Spiels, kritisierte jedoch den Mangel an Online-Multiplayer oder Drop-in-Spiel. IGN listete 2010 das Spiel unter den 25 der besten Spielen auf Xbox Live Arcade. 1Up.com kritisierte die Schwierigkeit des Spiels und die Notwendigkeit für Grinding. GameSpot gab eine gute Bewertung ab und sagte, dass das Spiel mit vier Spielern auf dem Bildschirm etwas zu chaotisch sei.